# اکریتو
اکریتو (به لاتین: Acheritou) در قبرس است که در ناحیه فاماگوستا واقع شده‌است.